# Rocco Rock
Theodore James "Ted" Petty (Woodbridge (New Jersey), 1 september 1953 - Philadelphia (Pennsylvania), 21 september 2002) was een Amerikaans professioneel worstelaar die vooral bekend was van zijn ringnaam "Flyboy" Rocco Rock.
Hij was vooral bekend van The Public Enemy, een tag team die opgericht werd door hemzelf en Johnny Grunge. Samen wonnen ze verscheidene titels in het tag team-afdeling zoals het ECW World Tag Team Championship en het WCW World Tag Team Championship.
Op 21 september 2002 overleed Petty aan de gevolgen van een hartaanval.

## In het worstelen
- Finishers
  - Powerbomb, soms door de tafel heen

- Signature moves
  - Corner sitout powerbomb
  - Diving elbow drop
  - Diving leg drop
  - Diving splash
  - Front dropkick
  - Hip toss
  - Moonsault
  - Somersault senton
  - Spinebuster
  - Swinging neckbreaker

- Managers
  - Tod Gordon
  - Jazzy/Jasmin St. Clair
  - Kenny Casanova

- Bijnaam
  - "Flyboy"

## Prestaties
- Cauliflower Alley Club
  - Other honoree (1995)

- - Eastern Championship Wrestling / Extreme Championship Wrestling
  - ECW World Tag Team Championship (4 keer: met Johnny Grunge)
  - Hardcore Hall of Fame (2002)

- i-Generation Superstars of Wrestling
  - i-Generation Tag Team Championship (2 keer: met Johnny Grunge)

- Independent Wrestling Association Mid-South
  - IWA Mid-South Heavyweight Championship (1 keer)

- Main Event Championship Wrestling
  - MECW Tag Team Championship (1 keer: met Johnny Grunge)

- National Wrestling Alliance
  - Wereld
    - NWA World Tag Team Championship (1 keer: met Johnny Grunge)

  - Regionaal
    - NWA United States Tag Team Championship (1 keer: met Johnny Grunge)

- New England Pro Wrestling Hall of Fame
  - Class of 2010

- Superstars of Wrestling
  - SOW Tag Team Championship (2 keer: met Johnny Grunge)

- Turnbuckle Championship Wrestling
  - TCW Tag Team Championship (1 keer: met Johnny Grunge)

- Tri-State Wrestling Alliance
  - TWA Brass Knuckles Championship (1 keer)

- Universal Wrestling Alliance
  - UWA Heavyweight Championship (2 keer; eerste kampioen)
  - UWA Tag Team Championship (1 keer; eerste kampioen: met Johnny Grunge)

- Universal Wrestling Association
  - UWA Light Heavyweight Championship (1 keer)

- World Championship Wrestling
  - WCW World Tag Team Championship (1 keer: met Johnny Grunge)

- Andere titels
  - NWCW Tag Team Championship (1 keer: met Johnny Grunge)
  - WCCA Junior Heavyweight Championship (1 keer)
  - WWWC Junior Heavyweight Championship (1 keer)